# تاندوو
تاندوو (به لاتین: Tandovo) یک دریاچه در روسیه است که در استان نووسیبیرسک واقع شده‌است.